# Praça do Mercado (Victoria)
A Praça do Mercado (inglês:Market Square) é uma das mais antigas e famosas atrações turísticas em Victoria (Colúmbia Britânica). Há mais de 35 lojas, restaurantes e clubes na praça. Aqui são lançados muitos concertos, festivais e outros eventos.
Atualmente é meticulosamente preservada para manter o seu caracter único.

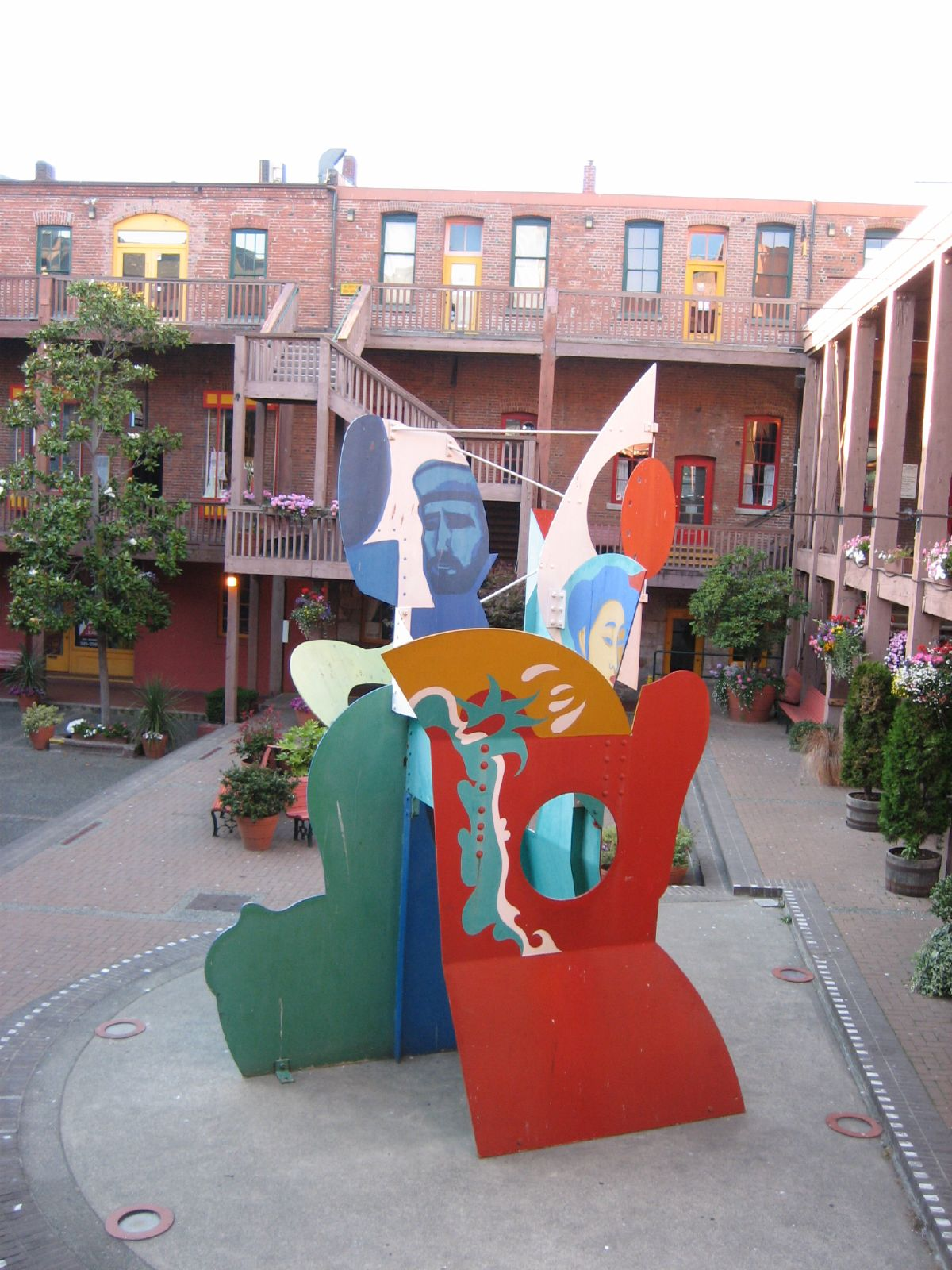
Vista da Market Square.

## História
Construída em fins do século XIX, quando Victoria desfrutava de um tremendo crescimento e de grande prosperidade, a praça fervilhava de marinheiros e prospetores de ouro que procuravam aventura e fortuna. A praça estava cheia de movimentados hotéis, saloons e lojas que abasteciam milhares de mineiros, a caminho do ouro do Klondike.